# Каклюгин, Константин Петрович
Константин Петрович Каклюгин (1869 — после 1925) — мировой судья, депутат Государственной думы II созыва от области Войска Донского.

## Биография

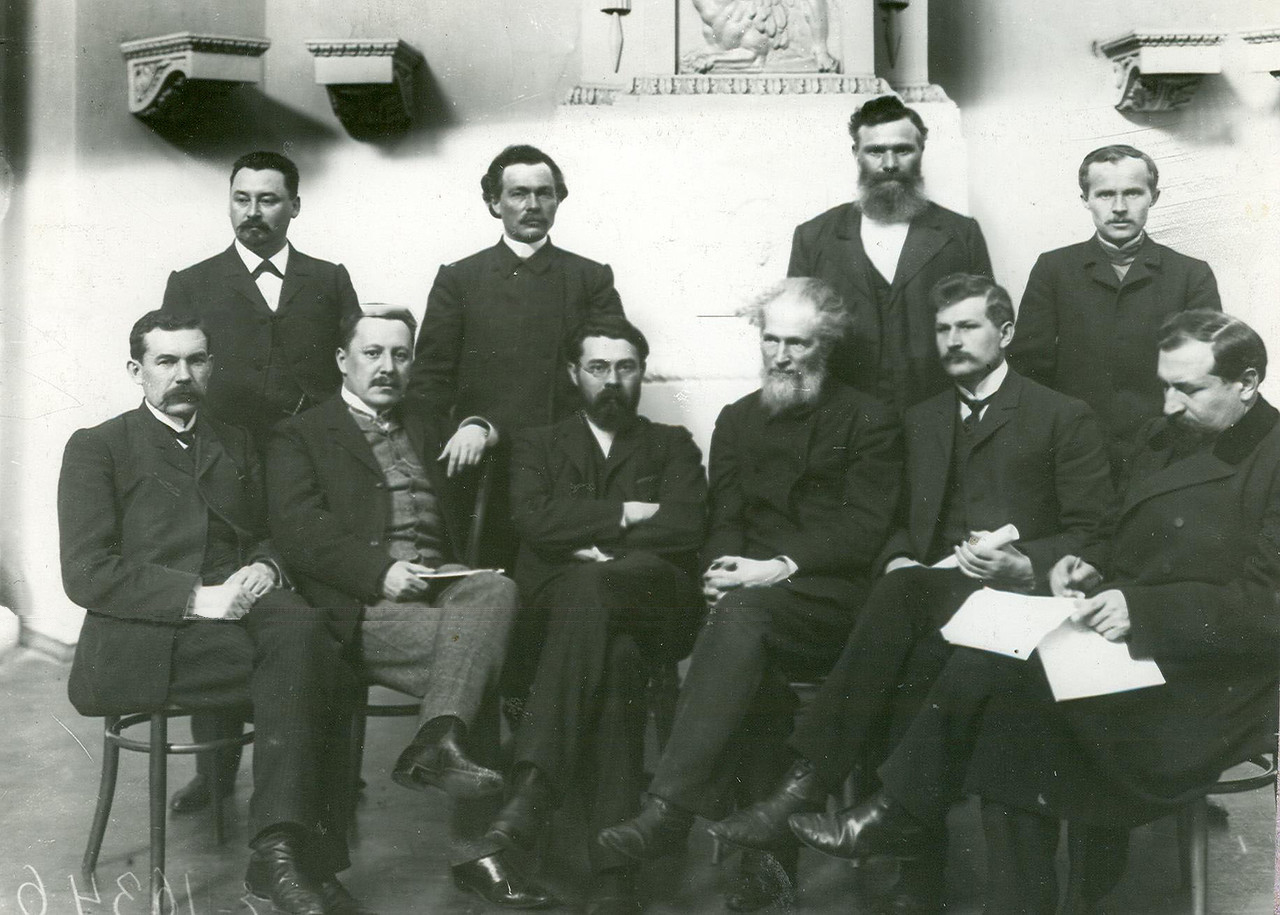
Члены Государственной думы II созыва от области Войска Донского. Стоят: К. П. Каклюгин, А.Ф. Панфилов, А.Г. Афанасьев, Н.В. Фомин. Сидят: М.С. Воронков, А.И. Петровский, В.А. Харламов, А.С. Петров, И.И. Ушаков, М.П. Араканцев

По происхождению донской казак. В 1895 году окончил юридический факультет Харьковского университета. После этого в течение 1 года служил при Московской судебной палате. Затем 10 лет был мировым судьей в Таганрогском округе, получая жалованье 2700 рублей в год. Крупный землевладелец, владел 2700 десятин. Состоял в Конституционно-демократической партии.
6 февраля 1907 года избран в Государственную думу II созыва от общего состава выборщиков избирательного собрания Области войска Донского. Вошёл в состав Конституционно-демократической фракции и Казачьей группы. Состоял в думской распорядительной комиссии и в комиссии по исполнению государственной росписи доходов и расходов. Участвовал в прениях по вопросу избрания Продовольственной комиссии и о расходах по продовольственной кампании.
Перед революцией присяжный поверенный.  Член Совета присяжных поверенных округа Новочеркасской судебной палаты. 3 марта 1917 года избран в Донской исполнительный комитет (ДИК). Вместе с членом ДИК врачом В. В. Барыкиным оправлен в Петроград «для получения директив от Временного правительства». Вскоре  войсковой старшина К. П. Каклюгин назначен комиссаром Сальского округа, избран атаманом Сальского округа на место скрывшегося полковника Дементьева. До начала марта 1917 года в Новочеркасске был сформирован Областной комитет партии кадетов, К. П. Каклюгин избран заместителем при председателе Президиума А. И. Петровском.  17 марта избран делегатом на 7-й съезд партии кадетов. На проходившем с 16 по 27 апреля 1917 Областном съезде казачества Дона избран председателем мандатной комиссии.  24 мая 1917 года в  Новочеркасске участвовал соединенном заседании исполнительного комитета войскового казачьего съезда, Совета крестьянских депутатов и президиума Донского исполнительного комитета, предложил за неимением в области Войска Донского земства для проведения в жизнь закона от 21 апреля 1917 года (о подготовке земельной реформы) создать комиссию  по образовании земельных комитетов исполнительного комитета войскового казачьего съезда и Совета крестьянских депутатов.
Заведовал внутренними делами в Донском правительстве. 4 ноября 1917 года на заседании Войскового правительства предложил создать экономическое совещание «для разработки хозяйственных и экономических вопросов». В августе 1917 намечен кандидатом в депутаты Учредительного собрания по казачьему списку № 4 избирательного округа войска Донского, но избран не был. 13 июня 1919 года представлял Донских казаков в Ростове на конференции Юго-Кавказского Союза с целью утверждения союзного договора и конституции.
К маю 1921 года жил в Югославии и вступил в состав Югославянской группы партии к.-д. 29 июня 1921 года на заседании Белградской  группы к.-д. выступил в поддержку взаимодействия с "Русским Советом".
В начале 1925 году совместно с В. А. Харламовым и А. П. Епифановым возглавлял Донскую Историческую Комиссию при пражском Донском Казачьем Архиве, избран секретарём этой комиссии.
Дальнейшая судьба и дата смерти неизвестны.

## Сочинения
- Каклюгин К. П. Организация власти на Дону в начале революции. // Донская летопись. Белград, 1923. № 2
- Каклюгин К. П. Войсковой атаман А. М. Каледин и его время // Донская летопись. Белград, 1923. № 2. С. 169.
- Каклюгин К. П. Донской Атаман П. Н. Краснов и его время. // Донская Летопись. – Белград, 1924. – № 3. – С. 68–162.
- Каклюгин К. П. Степной поход в Задонье 1918 года и его значение. // Донская летопись. Белград: Изд-во Донской исторической комиссии, 1924. - Т. 3. - С. 5-11.
- Каклюгин К. П. О М. П. Богаевском и его прогнозах. // Митрофан Петрович Богаевский: сборник статей, посвященных Донскому Баяну. Paris, Изд. Родимого Края, 1964. 276 с. (с. 156-159)

### Архивы
- Российский государственный исторический архив. Фонд 1278. Опись 1 (2-й созыв). Дело 174; Дело 547. Лист 10-12.